# Voulez-vous m'aimer ?
Pour plus de détails, voir Fiche technique et Distribution.
Voulez-vous m'aimer ? (Do You Love Me) est un film musical américain en Technicolor réalisé par Gregory Ratoff, sorti en 1946

## Synopsis
Chanteur à succès, Jimmy Hale poursuit de ses assiduités Katharine Hilliard, la directrice d'une école de musique portant lunettes qui, après avoir séjourné dans la grande ville, se transforme en une femme désirable et sophistiquée. Jimmy n'est pas le seul à vouloir gagner l'affection de Katharine : le trompettiste et chef d'orchestre Barry Clayton, qui s’était moqué du physique de Katharine, a à présent des vues sur la jeune femme...

## Fiche technique
- Titre français: Voulez-vous m'aimer?
- Titre original : Do You Love Me
- Réalisateur : Gregory Ratoff
- Production : George Jessel
- Société de production et de distribution : Twentieth Century Fox
- Scénario : Robert Ellis, Frank Gabrielson (non crédité), Helen Logan d'après une histoire de Bert Granet
- Dialogue additionnel : Dorothy Bennett
- Directeur musical : Charles Henderson et Emil Newman
- Musique : David Buttolph (non crédité)
- Chorégraphie : Seymour Felix
- Directeur de la photographie : Edward Cronjager
- Montage : Robert L. Simpson
- Direction artistique : Lyle R. Wheeler et Joseph C. Wright
- Décors : Thomas Little
- Costumes : Bonnie Cashin, Kay Nelson et Edward Stevenson
- Pays de production :  États-Unis
- Langue : anglais
- Format : couleur (Technicolor) – 35 mm – 1,37:1 – mono (Western Electric Recording)
- Durée : 91 min
- Genre : Romance et film musical
- Dates de sortie : 
  - États-Unis : 17 mai 1946 (Los Angeles)
  - États-Unis : 24 mai 1946 (New York)
  - France : 16 juin 1948

## Distribution
- Maureen O'Hara : Katherine 'Kitten' Hilliard
- Dick Haymes : Jimmy Hale
- Harry James : Barry Clayton
- Reginald Gardiner : Herbert Benham
- Richard Gaines : Ralph Wainwright
- Robert Walker : Alfred Benson
- Stanley Prager : Dilly
- Harry James et ses Music Makers : eux-mêmes

Acteurs non crédités :
- Julia Dean : Mme Allen
- Betty Grable : une fan de Barry
- Almira Sessions : Mlle Wayburn
- Douglas Wood : Dr Dunfee